# Molie
Molie este denumirea dată unui grup de insecte din ordinul Lepidoptera, asemănătoare cu fluturii.
Moliile au aripile anterioare și posterioare împărțite în șase segmente separate. Unele dintre moliile africane zygaenide au aripile posterioare alungite formând o panglică. La multe specii de molii, dar nu și la fluturi femelele nu zboară, având aripi foarte mici sau neavându-le deloc. Toți masculii au aripi complet dezvoltate și pot zbura. Moliile care trăiesc pe insule au adesea aripi foarte mici și mai degrabă sar decât zboară.
Cea mai mare molie are o anvergură a aripilor de peste 300 mm, de peste 100 de ori mărimea celor mai mici molii inelare, a căror anvergură este de sub 3 mm. Multe specii de molii au aripile de forme ciudate.

## Specii notabile
- Molia atlas Attacus atlas – Cea mai mare molie din lume
- Thysania agrippina, lepidoptera cu cea mai mare anvergură
- Chrysiridia rhipheus, considerată a fi una dintre cele mai frumoase și impresionantă lepidopteră [1]
- Fluturele cap-de-mort Acherontia spp., este asociat cu supranaturalul și răul, și a fost folosit în artă și filme
- Biston betularia, subiectul unui studiu cunoscut de selecție naturală
- Molia luna (Actias luna)
- Aglossa cuprina, cunoscută pentru că s-ar fi hrănit cu grăsime umană [2]
- Opodiphthera eucalypti
- Molia polifemus (Antheraea polyphemus)
- Agrotis infusa, sursă de hrană pentru indigenii Australieni din sud-est
- Utetheisa ornatrix, subiectul unor numeroase studii comportamentale legate de selecția sexuală.

## Galerie
|                          |
| Molie în formă de frunză |

|                  |
| Molie gri enormă |

|       |
| Cocon |

|                              |
| O omidă de molie cap-de-mort |

|                                                                        |
| Împerechere la specia Laothoe populi, arătând două variante de culoare |

|                                  |
| Molie în Colorado, United States |

|                                                       |
| Heniocha dyops (Molia împărat de marmură) în Botswana |